# Guiglo
Guiglo is een stad in Ivoorkust en is de hoofdplaats van de regio Cavally. Guiglo telt 60.066 inwoners (2010).
De autoweg A7 loopt door de stad.